# The Reader
The Reader är en amerikansk-tysk dramafilm från 2008 i regi av Stephen Daldry. Manuset, skrivet av David Hare, är baserat på Bernhard Schlinks roman Högläsaren (1995). Huvudrollerna spelas av Kate Winslet och Ralph Fiennes.

## Handling
Michael Berg (Ralph Fiennes), en tysk advokat, hade under sin tonårstid på 1950-talet en affär med en äldre kvinna. Kvinnan, Hanna Schmitz (Kate Winslet), försvann och återkom senare som en av de åtalade för krigsbrott för sina handlingar som en vakt i ett koncentrationsläger. Michael inser att Hanna har en hemlighet som hon tror är värre än hennes naziförflutna, en hemlighet som kan kosta henne rättegången.

## Rollista (urval)
| Kate Winslet         | – Hanna Schmitz                                       |
| Ralph Fiennes        | – Michael Berg som äldre                              |
| David Kross          | – Michael Berg som ung                                |
| Bruno Ganz           | – Professor Rohl                                      |
| Alexandra Maria Lara | – Ilana Mather som ung                                |
| Lena Olin            | – Rose Mather (Ilanas mamma) / Ilana Mather som äldre |
| Vijessna Ferkic      | – Sophie, Michaels vän i skolan                       |
| Karoline Herfurth    | – Marthe, Michaels vän vid universitetet              |
| Burghart Klaußner    | – Domaren vid Hannas rättegång                        |
| Linda Bassett        | – Fru Brenner                                         |
| Hannah Herzsprung    | – Julia, Michael Bergs dotter                         |
| Volker Bruch         | – Dieter Spenz, student i seminariegrupp              |